# Antocha arjuna
Antocha arjuna är en tvåvingeart som beskrevs av Alexander 1969. Antocha arjuna ingår i släktet Antocha och familjen småharkrankar. Inga underarter finns listade i Catalogue of Life.